# Rožanče
Rožanče este o localitate din comuna Bloke, Slovenia, cu o populație de 13 locuitori.